# Rfcニュース
rfcニュース（アールエフシーニュース）は、ラジオ福島で放送されている福島民報及び毎日新聞協力のローカルニュースである。

## 放送時間
基本的に毎正時10分あるいは5分前（毎時50分あるいは55分）の放送。
なお、以前はオープニング・エンディングにおいて正式な番組タイトルはアナウンスされず、通称で「この時間のニュースです」（天気予報を内包の場合は「この時間のニュースと天気予報です」）とアナウンスされていた。2020年9月28日から、「rfcニュースです」（天気予報を内包の場合は「rfcニュースと天気予報です」）と番組タイトルをアナウンスするようになった（ただしスポンサーが付く場合は従来通り番組タイトルをアナウンスしない）。オープニングは主にスポンサーが付く場合に使われるテクノ調の物と、主にノンスポンサーの場合に使われるピアノの物、月〜土の11:52・月〜金の15:50のニュースに使用される物の3種類がある。
平日
| 放送時間      | タイトル                  | 担当アナウンサー                                                                                         | その他                                                                                       |
| ------------- | ------------------------- | --- | -------------------------------------------------------------------------------------------- |
| 7:55 - 8:00   | 「rfcニュース・天気予報」 | 小川栄一（月曜・火曜） 髙田優美（水曜・木曜） 手塚伸一（金曜）                                           | 単独番組で放送 「レディ・オン」担当パーソナリティーが担当                                    |
| 8:55 - 9:00   | 「rfcニュース・天気予報」 | 小川栄一（月曜・火曜） 髙田優美（水曜・木曜） 手塚伸一（金曜）                                           | 単独番組で放送 「レディ・オン」担当パーソナリティーが担当                                    |
| 9:55 - 10:00  | 「rfcニュース・天気予報」 | 小川栄一（月曜・火曜） 髙田優美（水曜・木曜） 手塚伸一（金曜）                                           | 単独番組で放送 「レディ・オン」担当パーソナリティーが担当                                    |
| 11:52 - 11:57 | 「rfcニュース」           | 小川栄一（月曜・火曜） 髙田優美（水曜・木曜） 手塚伸一（金曜）                                           | ニュース単独放送後、1分程度天気予報を伝える編成となっている。「スマイル!」に内包             |
| 13:50 - 13:55 | 「rfcニュース・天気予報」 | 小川栄一（月曜・火曜） 髙田優美（水曜・木曜） 手塚伸一（金曜）                                           | 「Radio de Show ラジオでしょう」に内包                                                       |
| 14:52 - 14:57 | 「rfcニュース・天気予報」 | | 「Radio de Show ラジオでしょう」に内包                                                       |
| 15:50 - 15:53 | 「rfcニュース」           | | ニュース単独放送後、天気予報を伝える編成となっている。「Radio de Show ラジオでしょう」に内包 |
| 17:50 - 17:55 | 「ニュースピックアップ」  | 石田久子（月曜）山地美紗子、手塚伸一（火曜） 深野健司（水曜）小川栄一（木曜） 深野健司、森本庸平（金曜） | 「ORANGE TIME」に内包                                                                        |
| 18:35 - 18:40 | 「rfcニュース・天気予報」 | 手塚伸一（火曜）深野健司（水曜） 小川栄一（木曜）深野健司、森本庸平（金曜）                              | 「ORANGE TIME」（火曜 - 金曜）に内包                                                         |

土曜
| 放送時間      | タイトル                  | 担当アナウンサー | その他                                        |
| ------------- | ------------------------- | ---------------- | --------------------------------------------- |
| 7:55 - 8:00   | 「rfcニュース・天気予報」 | 手塚伸一         | 単独番組で放送                                |
| 9:15 - 9:20   | 「rfcニュース」           | 手塚伸一         | 番組表上は「ミュージック&インフォメーション」 |
| 11:52 - 11:57 | 「rfcニュース」           | 手塚伸一         | 「SUNKIN」に内包                              |
| 14:55 - 15:00 | 「rfcニュース」           |                  | 単独番組で放送                                |

日曜
| 放送時間      | タイトル                  | 担当アナウンサー                            | その他                                              |
| ------------- | ------------------------- | ------------------------------------------- | --------------------------------------------------- |
| 10:55 - 11:00 | 「rfcニュース・天気予報」 | 大和田新（ニュース） 山地美紗子（天気予報） | 「ニューシニアマガジン 大和田新のラヂオ長屋」に内包 |
| 11:55 - 12:00 | 「rfcニュース・天気予報」 | 大和田新（ニュース） 山地美紗子（天気予報） | 「ニューシニアマガジン 大和田新のラヂオ長屋」に内包 |
| 12:50 - 12:55 | 「rfcニュース・天気予報」 | 大和田新（ニュース） 山地美紗子（天気予報） | 「ニューシニアマガジン 大和田新のラヂオ長屋」に内包 |
| 17:25 - 17:30 | 「rfcニュース・天気予報」 |                                             | 単独番組で放送                                      |

## 備考
- 福島民報は毎日新聞の子会社（現在の毎日新聞グループホールディングスの直接傘下ではない）であるため、現在も両新聞社から記事の提供を受けている。
- 以前の番組タイトルは、「毎日新聞・福島民報ニュース」または「2分ニュース」など。
- 昭和30年代、RKB毎日放送の東京スタジオでRKBラジオのニュース（「毎日新聞ニュース」）が製作され、専用回線で福岡の主調整室を経由して生放送されていた時期があるが、同じ毎日新聞系列という事でこの番組がラジオ福島にも同時ネットされていた。
- 基本的にニュースを伝えている最中にはBGMが流れているが、日曜の「ラヂオ長屋」内包時のみBGMは流れない。
- 2025年4月からはラジオ福島が運営するポータルサイト「newsR.jp」が運営を開始しニュースを読み上げる前にそのジングルが流れる。ただし日曜の「ラヂオ長屋」内包時のみはそのジングルがない。

## 関連番組
- イブニングパートナー
- ラジオいっぷく堂夕焼けウォッチング
- 夕日が丘8番地